# Germano Azzoguidi
Germano Azzoguidi (1740 – 1814) è stato un medico italiano.
Tenne gli insegnamenti della cattedra di anatomia ed in seguito a lui fu affidata la prima cattedra di Fisiologia Umana dell'Università di Bologna, con sede nel Monastero di Santa Maria dei Servi.

## Opere
- Observationes Ad Uteri Constructionem Pertinentes, 1788